# Маяцький Петро Никифорович
Маяцький Петро Никифорович (нар. 28 лютого 1905, с. Печеніги, Харківська губернія — пом. 6 березня 1968, м. Москва) — український та російський радянський артист цирку, еквілібрист, мотогонщик. Заслужений артист РРФСР (1939), член КПРС з 1962.

## Біографія
Петро Маяцький народився у селі Печеніги на Харківщині.
Здобув освіту технолога у Харківському будівельному технікумі. Займався важкою атлетикою, акробатикою, мотоспортом. Пізніше працював інструктором з цих видів спорту.
У 1925 році почав виступати в самодіяльних групах, потім — в естрадно-циркових колективах (наприклад, номери «Римські гладіатори», «Римські кільця», «Перш», «Еквілібристіка на шестах», «Повітряний зубний акт» та інших. З кінця 1920-х років Петро Маяцький працював у цирках як акробат-ексцентрик, силовий акробат, ілюзіоніст. Протягом
1925—1941 років його партнеркою була Клавдія Баришнікова.
У 1931 році під творчим псевдонімом «Лео Маро» створив оригінальний еквілібристичний номер «Ренське колесо на Перше», у якому було вперше продемонстровано сходження двома вільностоячими драбинами з першем на лобі, а наприкінці номера Баришнікова виконала унікальний трюк зі стрімкого обертання в Ренському колесі, яке було укріплене на горі перша довжиною 8 метрів, що тримав Маяцький.
1936 року Петром Маяцьким разом з П. Помазковим було поставлено коміко-акробатичну сценку «Бравий солдат Швейк».
Наступного року ним як режисером, автором трюків, конструктором спеціального розбірного треку та провідним артистом було створено груповий номер за участі Клавдії Баришнікової, В. Гончарова, Е. Аванесова, А. Добарського, Б. Левандовського, К. Пармакяна «Мотогонки по похилому треку» із нахилом машин до треку 45° та швидкістю руху до 80 км на годину. Артисти створювали під час руху машин будували складні акробатичні піраміди: кидаючи кермо, їхали, стоячи на сідлі, перестрибували з машини на машину. Провідним учасником цих небезпечних перегонів був Петро Маяцький.
Протягом 1941—1944 років Петро Маяцький очолював як художній керівник Ташкентський цирк.
1944 року ним було підготовлено великий ілюзійний номер. У 1945 році, за участі Н.Сорокіної (Надії Маяцької), створив номер «Таємничі кулі».
У 1950 році Петром Маяцьким було створено цирковий номер «Куля сміливості» за власним сценарієм, за власним проектом та на кошти самого винахідника (на премію, яку він отримав на одному з конкурсів артистів цирку). Атракціон був незвичайним та складним, тому циркове керівництво у Москві довго не наважувалося включити його до програми. Прем'єра відбулася в цирку-шапіто Дніпропетровська, пізніше номер багато років мав успіх по всій країні. Виконавцями трюків були дружина Петра Маяцького Надія Маяцька, син В'ячеслав Маяцький та Анатолій Коваль, а пізніше у номері брала участь й донька — Марина Маяцька.
Сітчаста куля з двох півсфер діаметром 7 метрів та вагою 2 тони була підвішена до куполу цирку, при цьому нижньою півсферою, яка опускалась та піднімалася. Виконавці номера заходили до кулі, вхідний люк закривався і починалася гонка по внутрішній поверхні ажурної кулі на мотоциклах та велосипеді по горизонталі та вертикалі, вісімками і «мертвими петлями», а наприкінці номера Маяцький їздив верхньою півсферою, а нижня півсфера була опущеною до манежу. Номер «Куля сміливості» отримав першу премію на Першому всесоюзному огляді циркових номерів, що створені радянською молоддю у 1952 році. В цьому номері вперше була виконана «мертва петля» на мотоциклі.
Петро Маяцький постійно ускладнював виступи  — виконував «мертву петлю» на мотоциклі у повній темряві із застосуванням феєрверків, їздив із зав'язаними очима, тримаючи доньку Марину на плечах.
Цей номер за участі Петра Маяцького потрапив до фільму «Артист із Коханівки».
У 1956 році на манежі Харківського цирку Петром Маяцьким було підготовлено та створено Український цирковий колектив, який він очолював у 1956—1960 роках.
Взимку 1963 року під час гастролів у Красноярску Петро Маяцький отримав тяжкі травми під час стрімкого руху всередині кулі, довго лікувався, але повернувся до цирку та продовжував брати участь у номері.

## Творчий доробок
- Маяцкий П. Н. Прошло два года // «Советский цирк». — 1958. — № 6.

## Нагороди
- Заслужений артист РРФСР (1939)
- Перша премія на Першому всесоюзному огляді циркових номерів, що створені радянською молоддю, за цирковий номер «Куля сміливості» (1952).